# Casa Pere Carreras
La Casa Pere Carreras i Robert es un edificio del municipio de Sitges (Barcelona). El edificio, también conocido como Can Carreres, está situado en la calle de Francesc Gumà, en el núcleo de ensanche proyectado en 1880 por Jaume Sunyer i Juncosa. Forma parte del Inventario del Patrimonio Arquitectónico de Cataluña, en la comarca del Garraf.

## Descripción
Se trata de una construcción entre medianeras, dividida compositivamente en dos cuerpos: a la parte izquierda hay un cuerpo con la puerta de entrada a la parte baja, de arco carpanel y moldura decorada con motivos florales que da a un vestíbulo muele muy conservado de estilo modernista. El proyecto inicial fue modificado durante la construcción, y la fachada presenta elementos como los dos balcones de piedra, que según algunos expertos no se avienen con el resto de la fachada. En esta destacan, además, el quebradizo que decora la parte superior y los balcones de hierro con un sencillo diseño de rasgos modernistas. 
Al primer piso hay un balcón con barandilla de piedra ornamentada; el cuerpo de la derecha es de planta baja y dos pisos, con interesantes molduras vegetales a las aperturas de la planta y del primer piso. El segundo piso lo ocupan seis pequeñas aperturas. El edificio en conjunto presenta una gran unidad estilística y es una de las muestras más exitosas del Modernismo en Sitges. La casa está perfectamente conservada tanto en su aspecto exterior y en los elementos interiores como en el mobiliario, los artesonados y otros elementos característicos de su período constructivo. La dirección actual de la casa Pere Carreras i Robert es: calle de Francesc Gumà, 23.

## Historia
Fue un encargo del "indiano" Pere Carreras i Robert cuando volvió a Sitges para establecerse con su esposa. De acuerdo con la documentación existente en el Archivo Histórico Municipal de Sitges, con fecha 8 de octubre de 1906, Carreras i Robert pidió permiso en el Ayuntamiento para la construcción de una casa. La obra fue una creación del arquitecto Josep Pujol, y aunque no está datada con precisión, los permisos se pidieron a finales del año 1906 y se concedieron el 9 de octubre de 1906. La construcción definitiva incorporó en la fachada elementos decorativos no previstos en el proyecto original. Al volver de Cuba, el matrimonio Carreras adquirió el edificio al también "indiano" Pau Barrabeitg i Bertran.

## Galeria

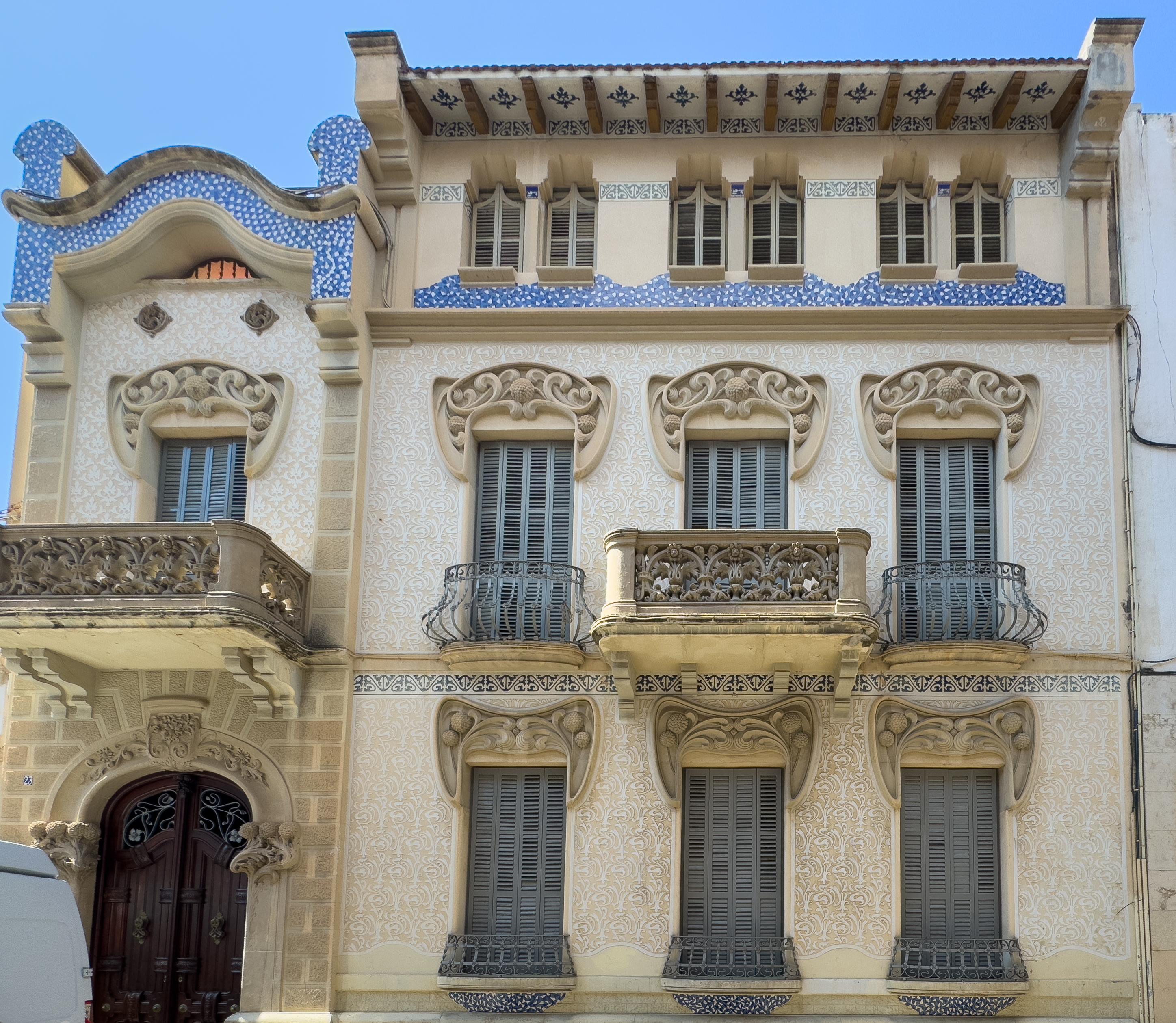
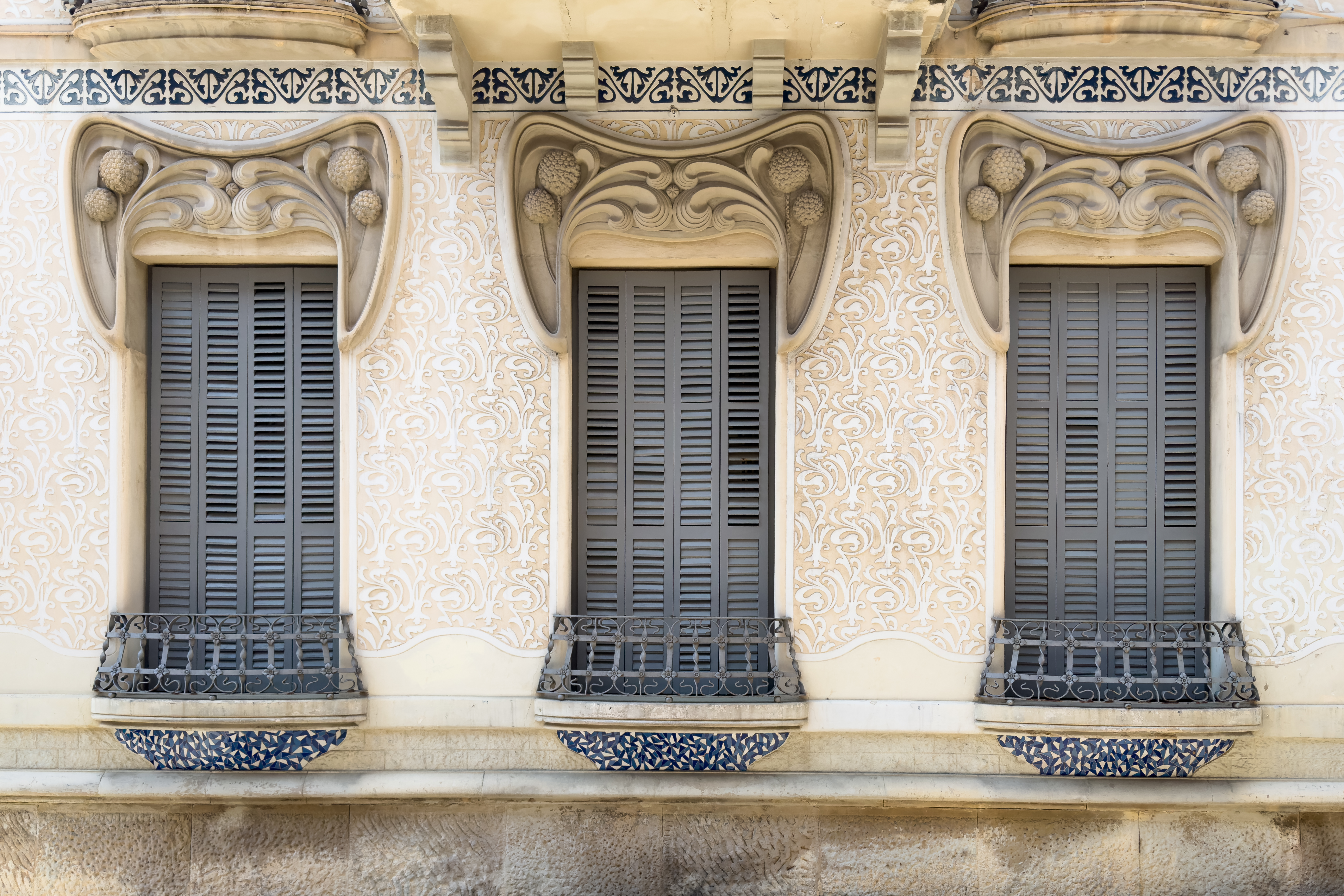
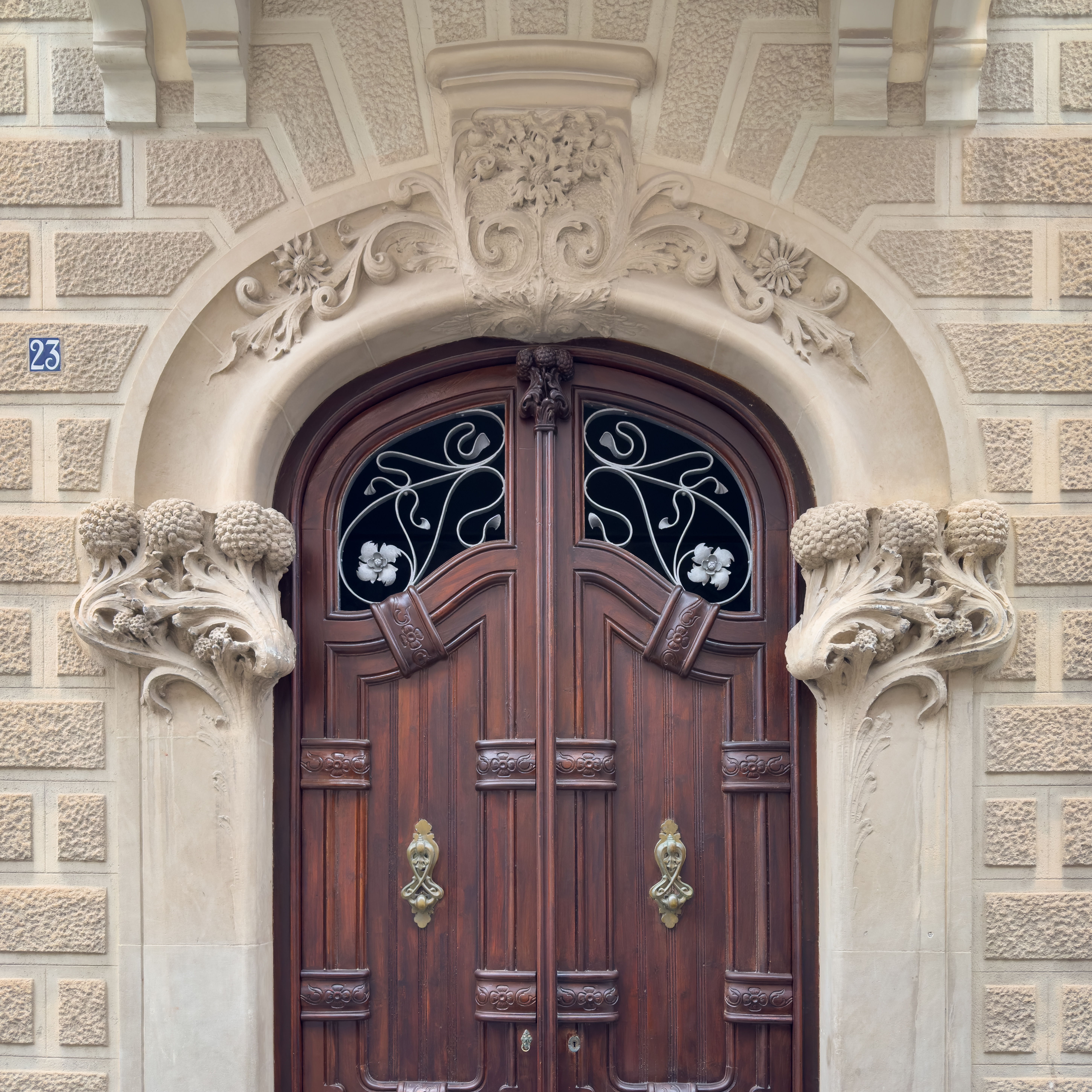
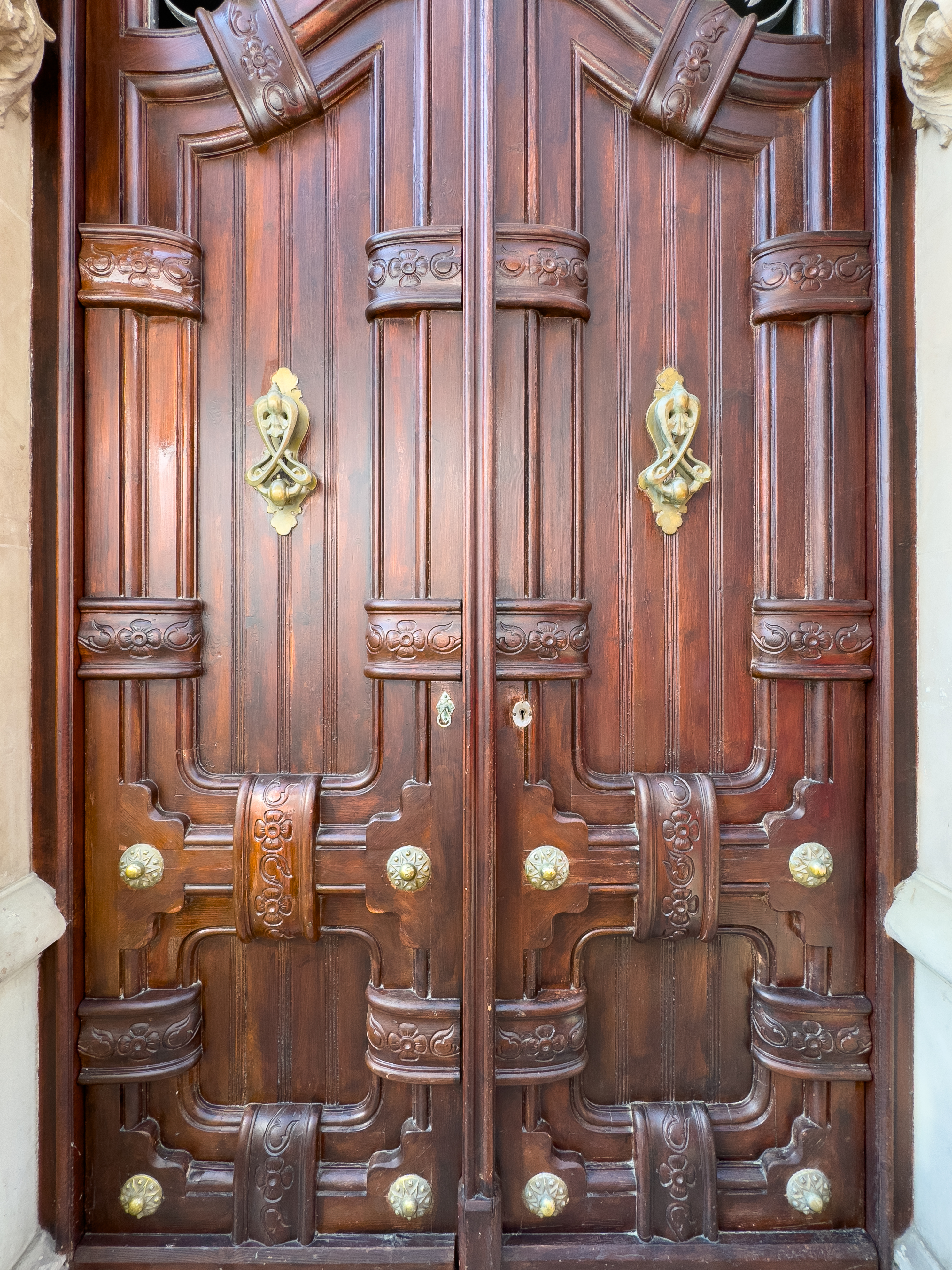
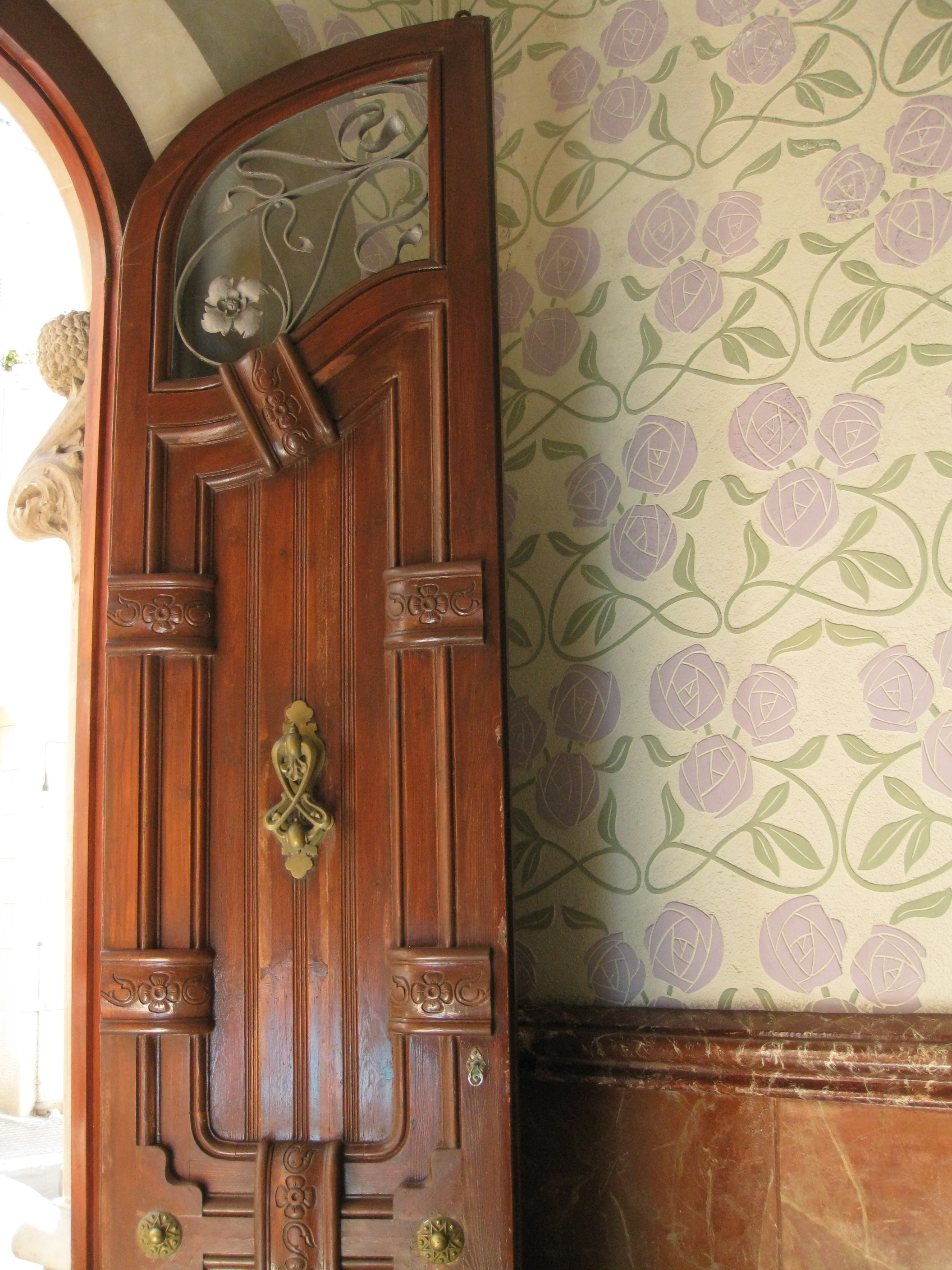
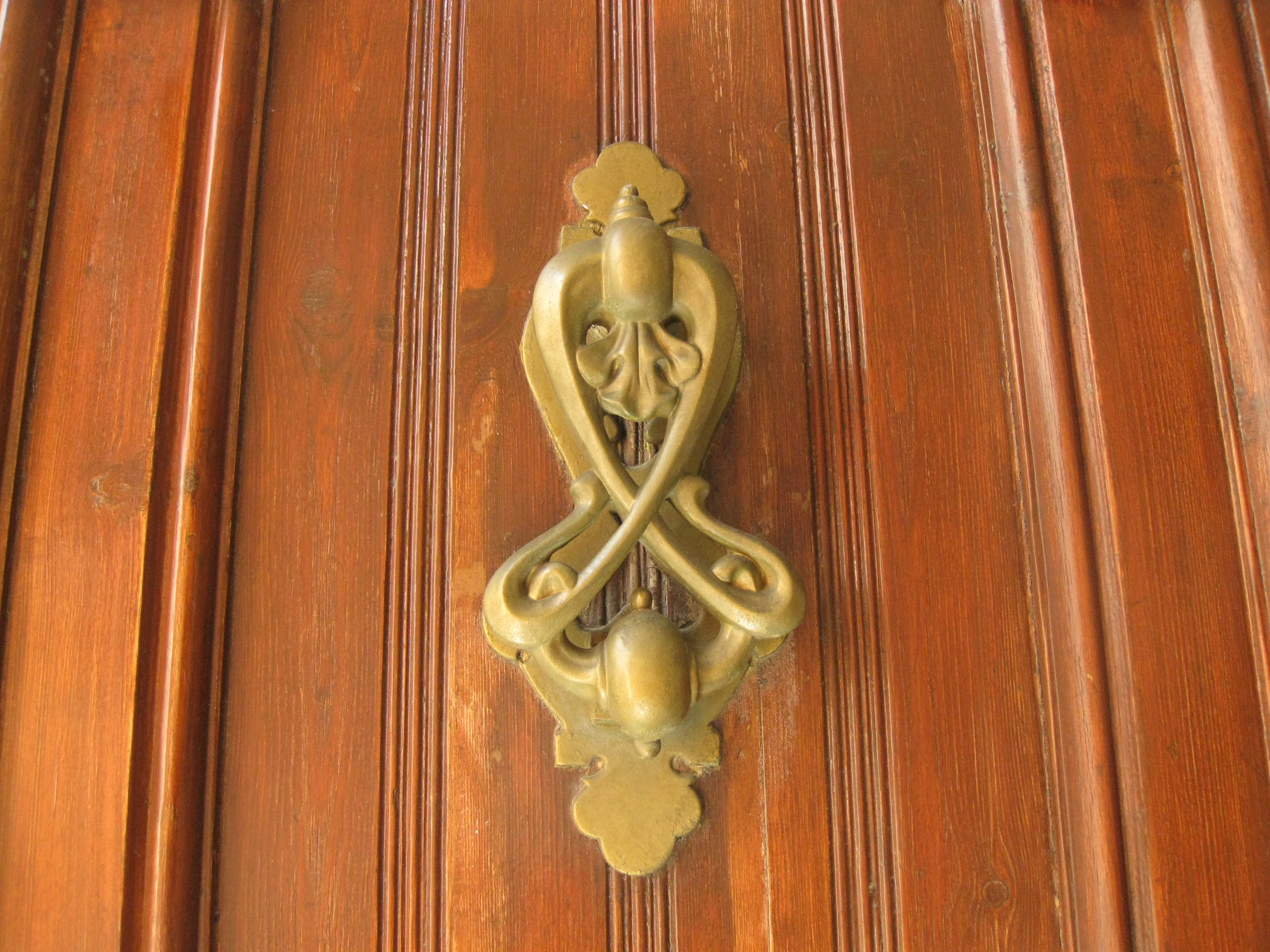
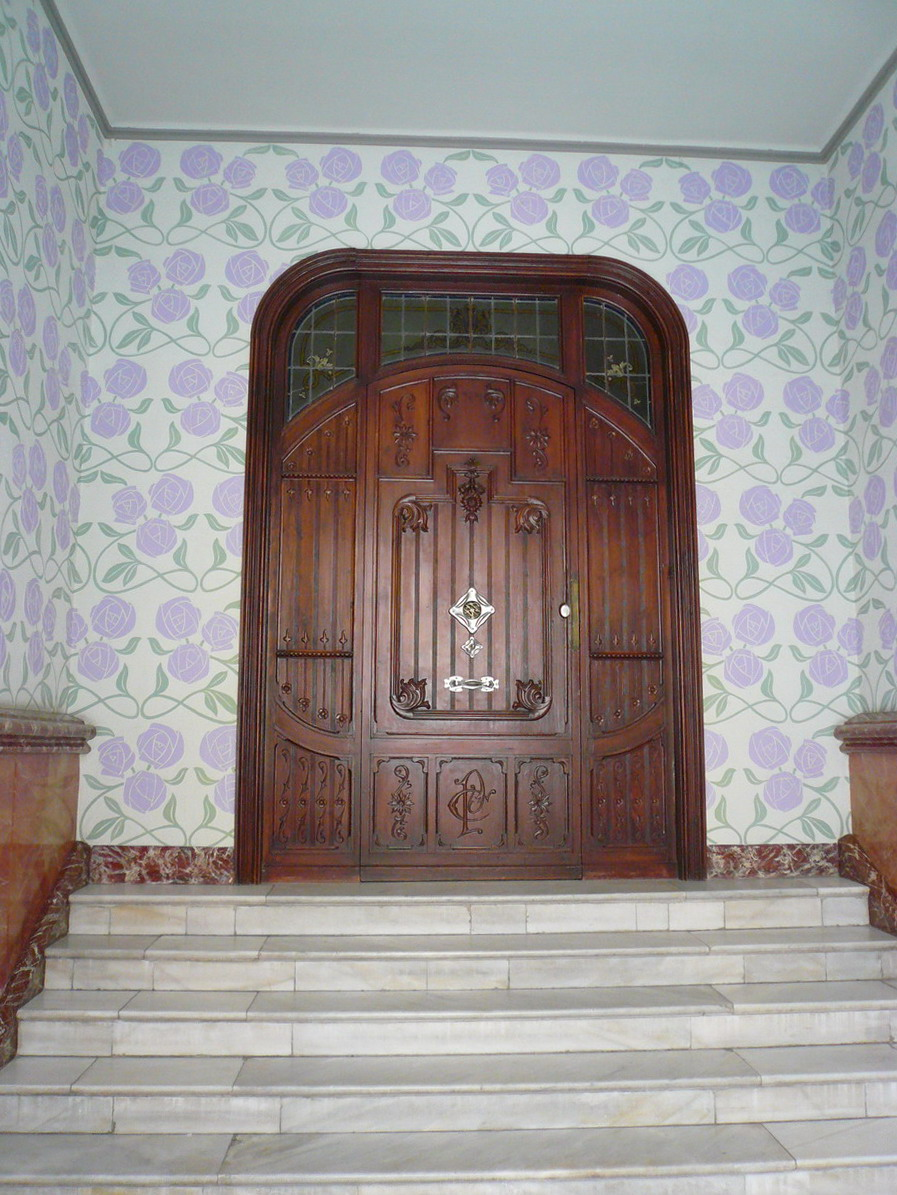
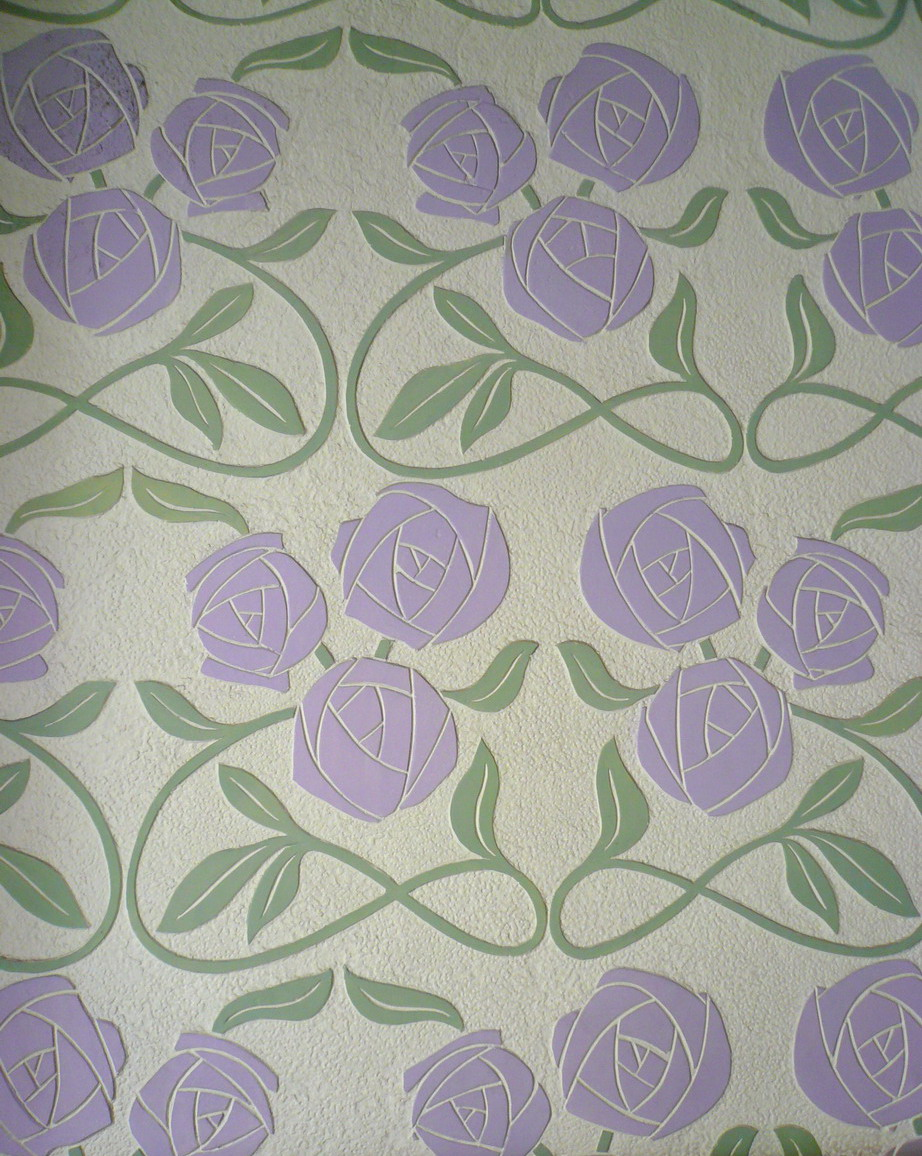